# Schloss Blutenburg

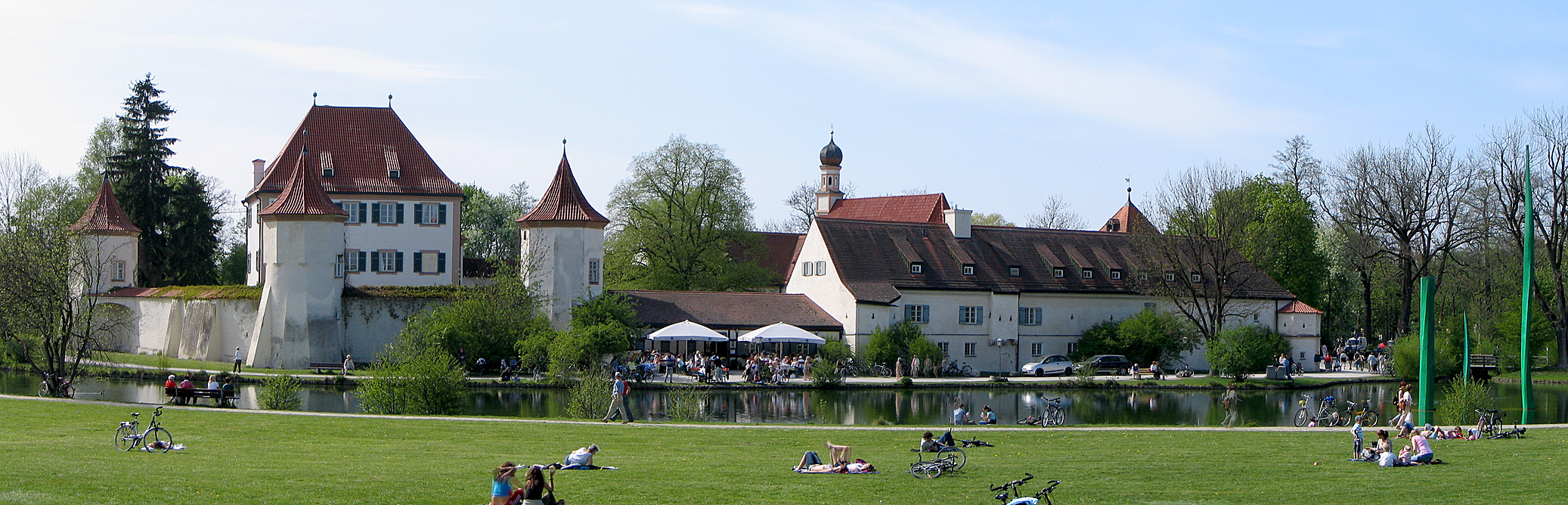
Schloss Blutenburg, Ansicht von Ostsüdost

Schloss Blutenburg, von Nordnordost

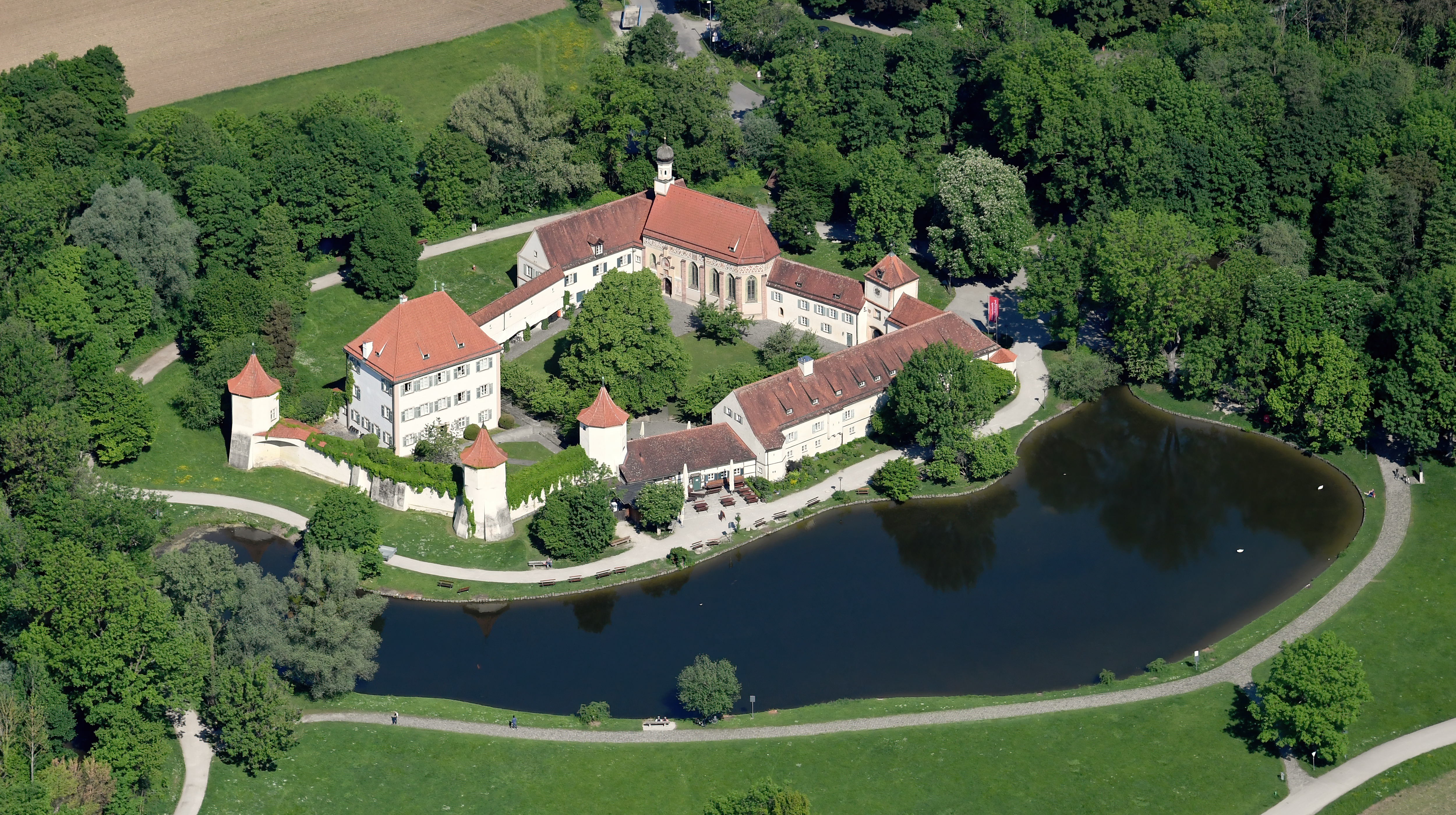
Schloss Blutenburg aus der Vogelperspektive

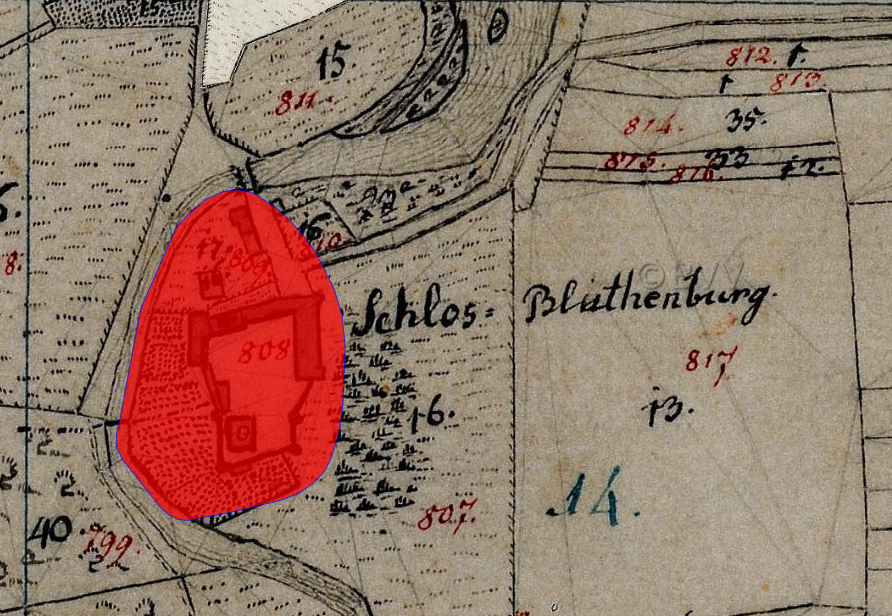
Lageplan von Schloss Blutenburg auf dem Urkataster von Bayern

Das ehemalige Jagdschloss Blutenburg liegt im Westen Münchens, im Stadtteil Obermenzing. Die Anlage ist unter der Aktennummer D-1-62-000-6226 als Baudenkmal verzeichnet. „Untertägige mittelalterliche und frühneuzeitliche Befunde im Bereich von Schloss Blutenburg und seinen Vorgängerbauten“ werden zudem als Bodendenkmal unter der Aktennummer D-1-7834-0250 geführt.
Das spätgotische Bauwerk und die dazugehörige Schlosskapelle werden von der Würm umflossen.
Heute ist im Schloss u. a. die von Jella Lepman gegründete Internationale Jugendbibliothek untergebracht. Hier hat auch die Erich-Kästner-Gesellschaft ihren Sitz. Die Internationale Jugendbibliothek hat in den Räumen des Schlosses verschiedene Museen (LeseMuseen) eingerichtet: das Michael-Ende-Museum, den James-Krüss-Turm, das Erich-Kästner-Zimmer und seit Juli 2005 das Binette-Schroeder-Kabinett.
Schloss Blutenburg war durch eine Sichtachse, den Durchblick, mit dem östlich gelegenen Schloss Nymphenburg verbunden. Die Sichtachse ist seit der zweiten Hälfte des 20. Jahrhunderts durch Baumwuchs behindert, soll aber mittelfristig wiederhergestellt werden.

## Geschichte
Die Namensherkunft ist unklar, naheliegend ist jedoch die Deutung der Bayerischen Verwaltung der staatlichen Schlösser, Gärten und Seen aus dem Jahre 1985: Im Altbayerischen kann „bluet“ durchaus die Bedeutung von Blut gehabt haben. Johann Andreas Schmeller (Bayerisches Wörterbuch) übersetzt „blueten“ auch im Sinne von sich ökonomisch wehtun – und das haben sich Herzog Albrecht III. (Anlage) und sein Sohn Sigismund (Kapelle) bei ihrer Errichtung zweifelsohne in finanzieller Hinsicht getan. Sie engagierten hierfür nämlich die besten Baumeister (Ganghofer) und Maler (Jan Polack) der Zeit.

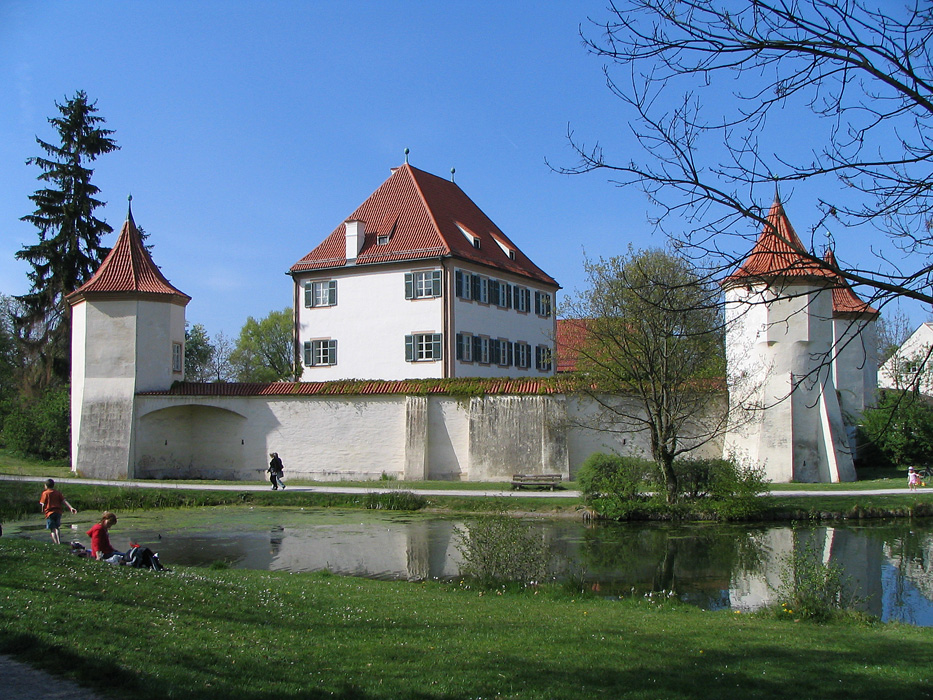
Außenansicht des Inneren Schlosses mit Wassergraben

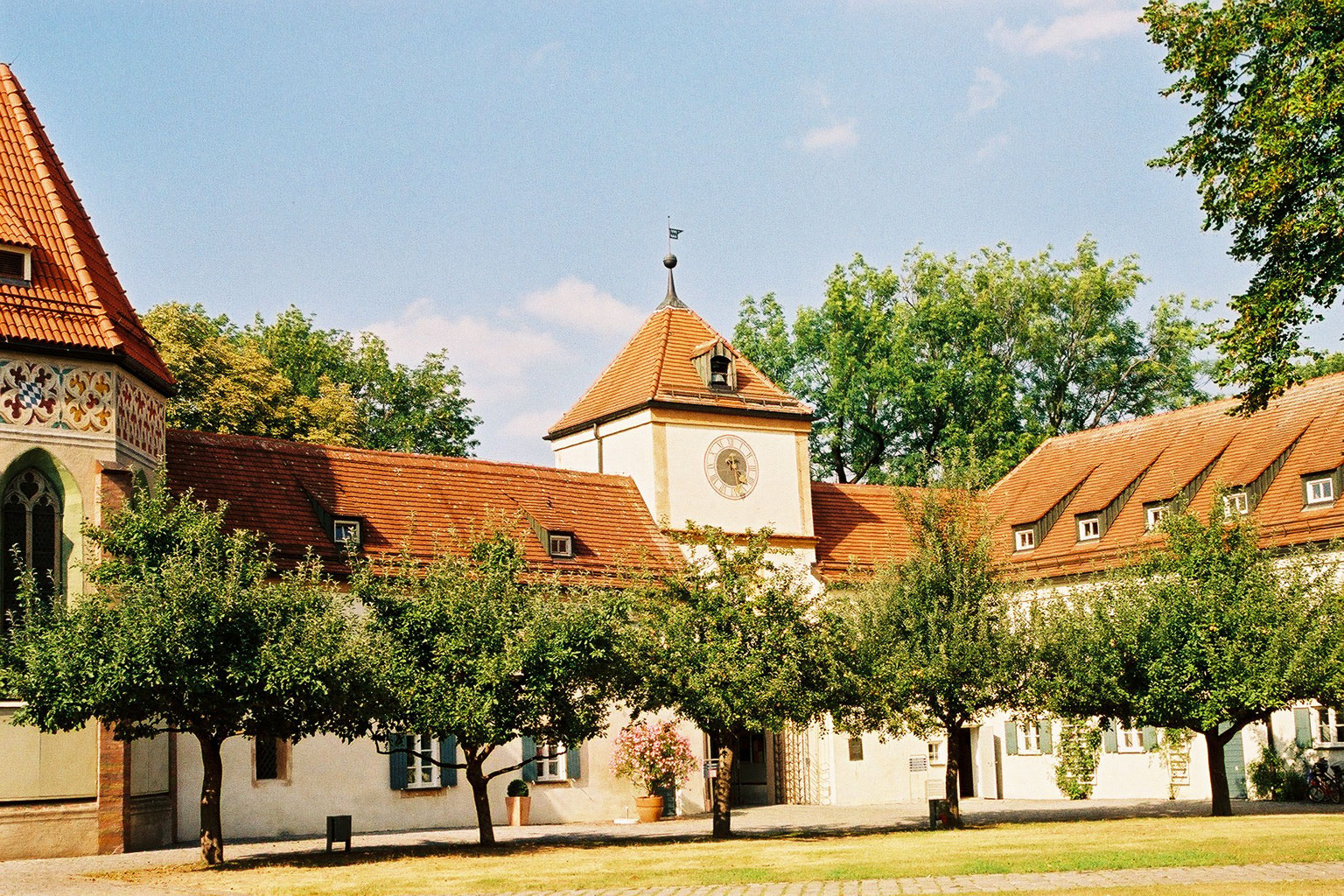
Innenhof des Äußeren Schlosses

Herrenhaus mit Rampe

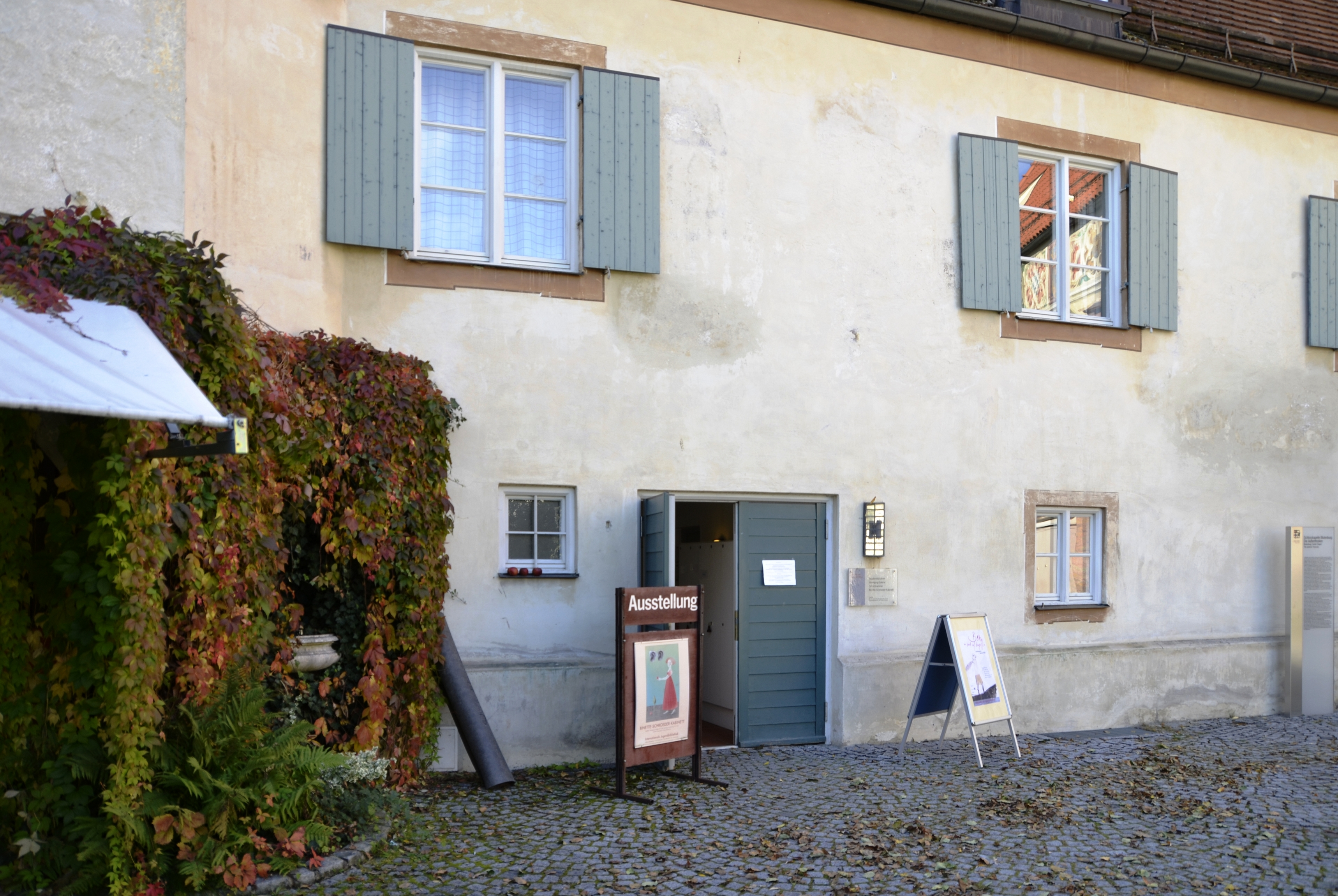
Eingang zum Binette-Schroeder-Kabinett

Das Schloss geht auf eine Wasserburg des 13. Jahrhunderts zurück. Kern dieser Burg war ein Wohnturm, dessen Reste 1981 teilweise freigelegt werden konnten. Die Veste wird 1432 erstmals schriftlich erwähnt.
Zwischen 1431 und 1440 ließ der spätere Herzog Albrecht III. die „Pluedenburg“ zu seinem Landsitz ausgestalten. Dieser Ausbau wurde vielleicht durch die Beziehung Albrechts (der als „Liebhaber zarter Frauen“ bekannt war) mit der Baderstochter Agnes Bernauer veranlasst. Nach der Ermordung der Bernauerin (1435) bewohnte der Herzog die Blutenburg mit seiner zweiten Gemahlin Anna von Braunschweig.
Sein Sohn Herzog Sigismund verzichtete später auf die Regentschaft (Verzichtserklärung 1467), behielt nur Dachau als seine Domäne und zog sich auf die Blutenburg zurück. Er widmete sich dem Bau von Kirchen und Burgen und besonders dem Ausbau der Blutenburg. Obwohl sich in Turm IV der Anlage bereits eine den Heiligen Andreas und Georg geweihte Kapelle befand, ließ er 1488 durch die Bauhütte der Münchner Frauenkirche vermutlich nach Plänen von Jörg von Halsbach eine weit repräsentativere, eigenständige und nun der Hl. Dreifaltigkeit und St. Sigismund gewidmete Schlosskapelle errichten, die bis heute einen Gnadenstuhl des Malers Jan Polack (Werkstatt) von 1491 birgt. Etwa gleichzeitig veranlasste der Herzog nicht weit entfernt in Pipping den Neubau von St. Wolfgang, heute ebenfalls ein spätgotisches Kleinod.
Einen guten Eindruck vom Aussehen der Schlossanlage um das Jahr 1590 vermittelt das Fresko Hans Donauers des Älteren im Antiquarium der Münchner Residenz. Haupt- und Vorburg waren damals noch durch einen Wassergraben getrennt, der von einem „Wehrgang“ und einer Brücke überspannt wurde. Die Blutenburg diente seit 1508 als Jagdschloss des herzoglichen Niederjagd-Reservates Menzing.
Die oftmals in Geschichtsbüchern erwähnte Zerstörung durch die Schweden im Dreißigjährigen Krieg (1618–1648) fand nach heutigen Forschungserkenntnissen nicht statt. Im 16. und bis gegen Ende des 17. Jahrhunderts gab es außer einigen Meldungen über alterungsbedingte Reparaturen keine nennenswerten Ereignisse. Lediglich die umliegenden Ortschaften wurden 1632 und 1648 von den feindlichen Truppen geplündert. Als schließlich 1663 durch Schenkung die Kurfürstin Henriette Adelaide Eigentümerin der Hofmark Menzing wurde, war das Interesse an diesem Jagdgebiet erloschen, die höfischen Aktivitäten verlagerten sich nach Schloss Nymphenburg.
Der Münchner Notar Freiherr Anton von Berchem, Testamentsvollstrecker der Kurfürstin, erwarb 1676 das Schloss weit unter Wert, ließ die baufällige Anlage sanieren und in vielen Bereichen umbauen. Die Türme wurden um ein Stockwerk verkürzt und erhielten einheitliche Zeltdächer, auch die Wehrmauer verlor an Höhe. Der gotische Dachreiter der Kapelle wich einem barocken Zwiebeltürmchen. Den Hauptbau überragte ein turmartiger Kaminkopf. Der damalige Zustand ist durch einen Stich Michael Wenings (um 1700) gut dokumentiert. Als Berchem 1702 starb, mussten seine Erben die Hofmark an den Kurfürsten Max Emanuel zurückgeben. Damit war die glanzvollste Zeit der Blutenburg vorbei.
Das Schloss wurde noch einigen Gemahlinnen und Konkubinen der Herzöge zugewiesen (1732–1751 im Besitz der Maria Benonia von Haslang, spätere Gräfin von Hörwarth), begann aber immer weiter zu verfallen. Ab 1751 nutzte der Obersthofmeister Graf von Seinsheim die Anlage, 1801 der Obersthofmarschall Freiherr von Gohr. 1827 verpachtete man des Staatsgut an Privatleute, die Obergeschosse des Herrenhauses wurden jedoch weiterhin zeitweise von der nunmehr königlichen Familie genutzt. Die Blutenburg musste während dieser Zeit etwa als Ausflugsgaststätte und Schankstätte herhalten. Um 1848 war sogar der Umbau zur Branntweinbrennerei vorgesehen. In diesem Jahr besuchte u. a. Lola Montez das Schloss.
1866 bis 1957 war der Komplex dem Institut der Englischen Fräulein verpachtet, 1957 bis 1976 diente er den Schwestern des Dritten Ordens als Altersruhesitz. Die Anlage war zu diesem Zeitpunkt nahe dem Verfall. Jedoch stand die Blutenburger Madonna aus der Schlosskapelle 1971 im Mittelpunkt eines aufsehenerregenden Kriminalfalls.
Von engagierten Obermenzinger Bürgerinnen und Bürgern wurde 1974 der „Verein der Freunde Schloss Blutenburg e. V.“ gegründet, der bereits wenige Jahre später über 1000 Mitglieder zählte. Dem Verein und insbesondere dem langjährigen Vorsitzenden, dem Münchner Stadtrat Wolfgang Vogelsgesang (1932–2000), ist es zu verdanken, dass am 19. Juli 1980 der erste Spatenstich zu umfangreichen Sanierungsarbeiten stattfinden konnte. Bis 1983 dauerten die Aus- und Umbauarbeiten für die Internationale Jugendbibliothek, die seither im Schloss beheimatet ist.
Im Jahr 2013 errichtete der Bildhauer Joseph Michael Neustifter im Vorbereich von Schloss Blutenburg im Auftrag des Stifterehepaares Ursula und Fritz Heimbüchler das Denkmal für die liebende Bernauerin und gab ihm den Titel „Ein Denkmal für die Liebe“ als Reminiszenz an die Liebe zwischen Herzog Albrecht III. und die Baderstochter Agnes Bernauer.

## Beschreibung der Anlage

Der Torturm

In der Vergangenheit wurde die gesamte Schlossanlage in der kunsthistorischen Literatur nicht nur durch ausführliche Beschreibungen gewürdigt, sondern ebenso eine interpretatorische Deutung des inneren Raumbildes versucht, um die tieferen Beweggründe der Bauherren von Schlosskapelle und Areal aufzuspüren.
Das Schloss wird im Westen von der Würm umflossen, die dem Starnberger See, ehemals Würmsee, entspringt. Östlich sind Weiher (Altarme) vorgelagert, so dass sich eine Insellage ergibt. Die Anlage besteht aus dem älteren Hauptschloss mit dem Herrenhaus und der vorgelagerten geräumigen Vorburg des 15./16. Jahrhunderts. Der Wassergraben zwischen den Schlossteilen ist lange verschwunden, auch die nördliche Wehrmauer vor dem Herrenhaus wurde abgetragen, bzw. bei der Generalsanierung niedriger rekonstruiert. Der obere Schlosshof (Inneres Schloss) ist von der Vorburg (Äußeres Schloss) über eine flache Rampe zugänglich.
In der Nähe des Schlosses befindet sich ein Mahnmal des Bildhauers Hubertus von Pilgrim für die Opfer des Todesmarsches aus dem Konzentrationslager Dachau. Dieses Mahnmal gehört zu einer Reihe von 22 gleichen Mahnmalen, die seit 1989 aufgestellt wurden.

### Äußeres Schloss
Man betritt die Schlossanlage im Norden durch den „Torturm“ von 1430, der um 1980 mit einem Pyramidendach bekrönt wurde. Nach Westen schließen sich der „Pfortenbau“ von 1431 und die „Schlosskapelle“ an. Der „Alte Saalbau“ von 1529 entstand westlich der Kapelle als „Prinzenstall“ und ist nach Süden ausgerichtet. Die Verbindung zum Bering des Herrenhauses wird durch den „Wehrgang“ hergestellt, der von fünf Arkadenbögen getragen wird. Im Osten liegt der „Neue Saalbau“ dem „Alten Saalbau“ gegenüber. Er entstand als Ökonomiegebäude um 1456. Der Bering der Vorburg wird von der eingeschossigen Schlossschänke abgeschlossen. Die sonstigen Gebäude der Vorburg sind zweigeschossig. Unter der Hoffläche liegen die unterirdischen Magazinräume der Jugendbibliothek, die etwa 500.000 Bänden Platz bieten.

### Inneres Schloss
Das turmartige „Herrenhaus“ entstand ab 1437 und wurde um 1530 erweitert und um ein drittes Geschoss ergänzt. Nach 1676 wurde es dann nach Norden in Richtung der Vorburg nochmals erweitert und zu einer Rechteckanlage abgeschlossen. Es verfügt über ein hohes Walmdach und wird noch auf drei Seiten von der ehemaligen Befestigung umgeben. Vier Türme mit geschweiften Spitzhelmen bewehren die Ecken des Inneren Schlosses. Der Wehrcharakter ist allerdings seit dem Umbau im 17. Jahrhundert deutlich reduziert. Die Anlage war bereits damals nicht mehr verteidigungsfähig.

## Schlosskapelle Hl. Dreifaltigkeit

### Allgemeines

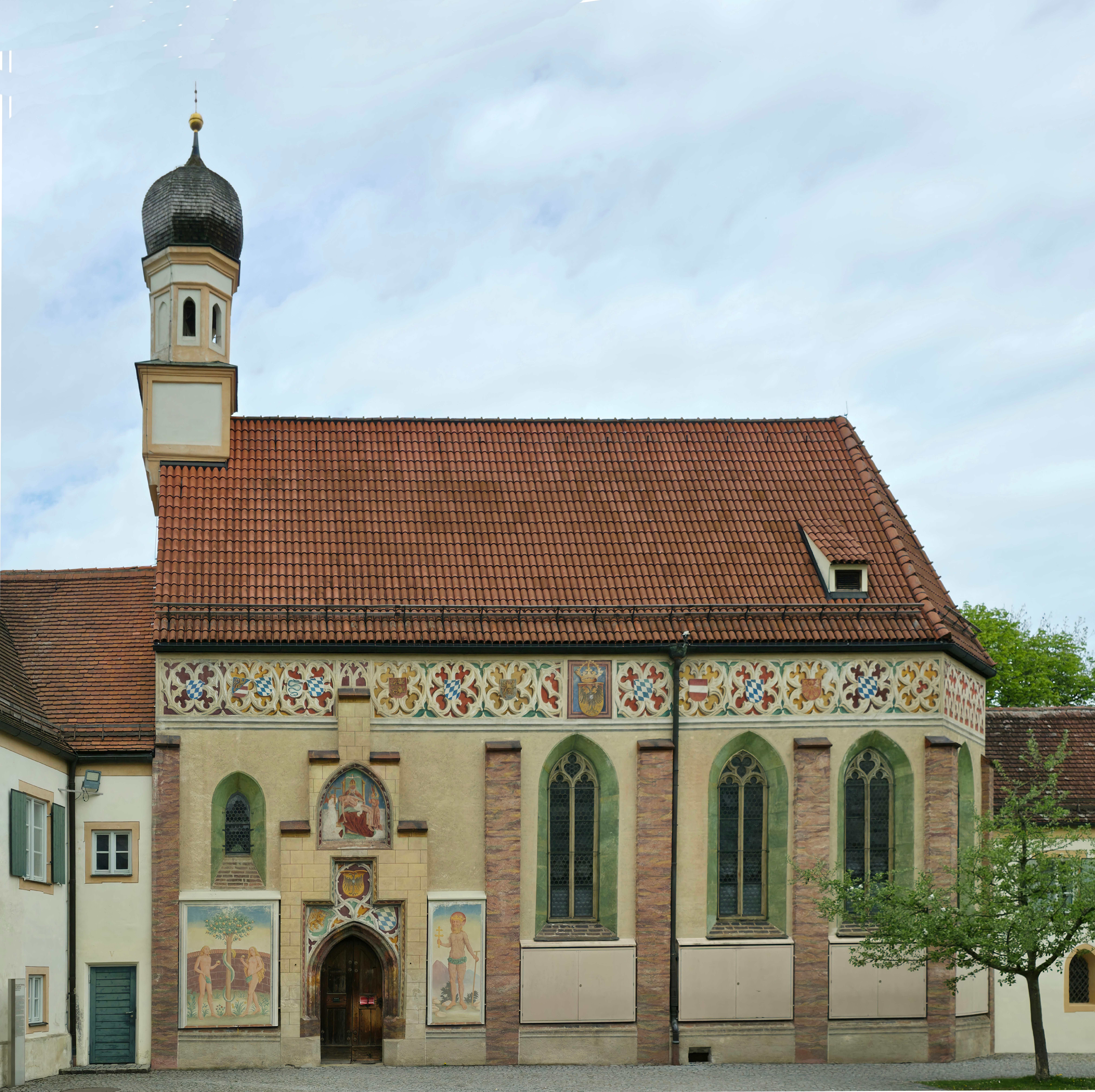
Außenansicht der Kapelle

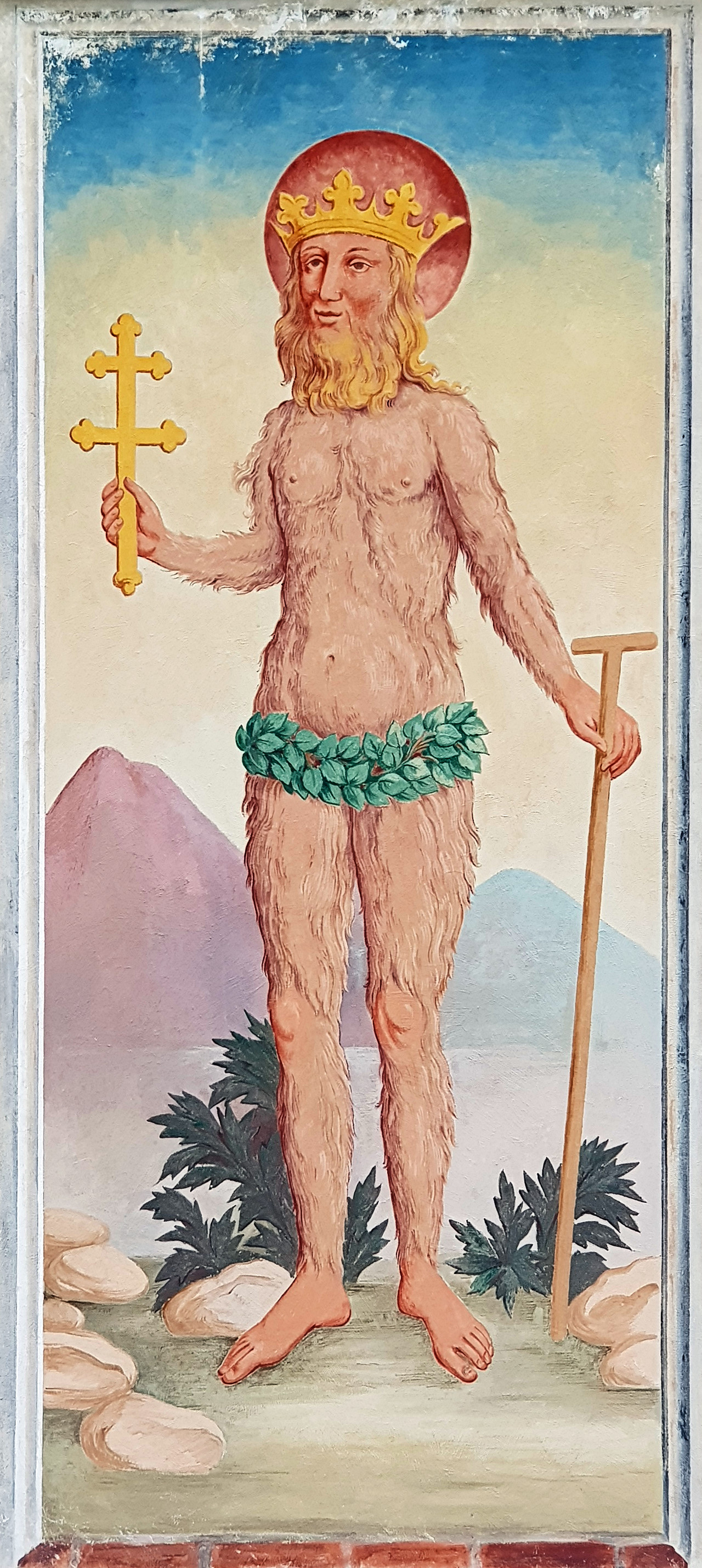
Hl. Onuphrios, rechts neben dem Haupteingang

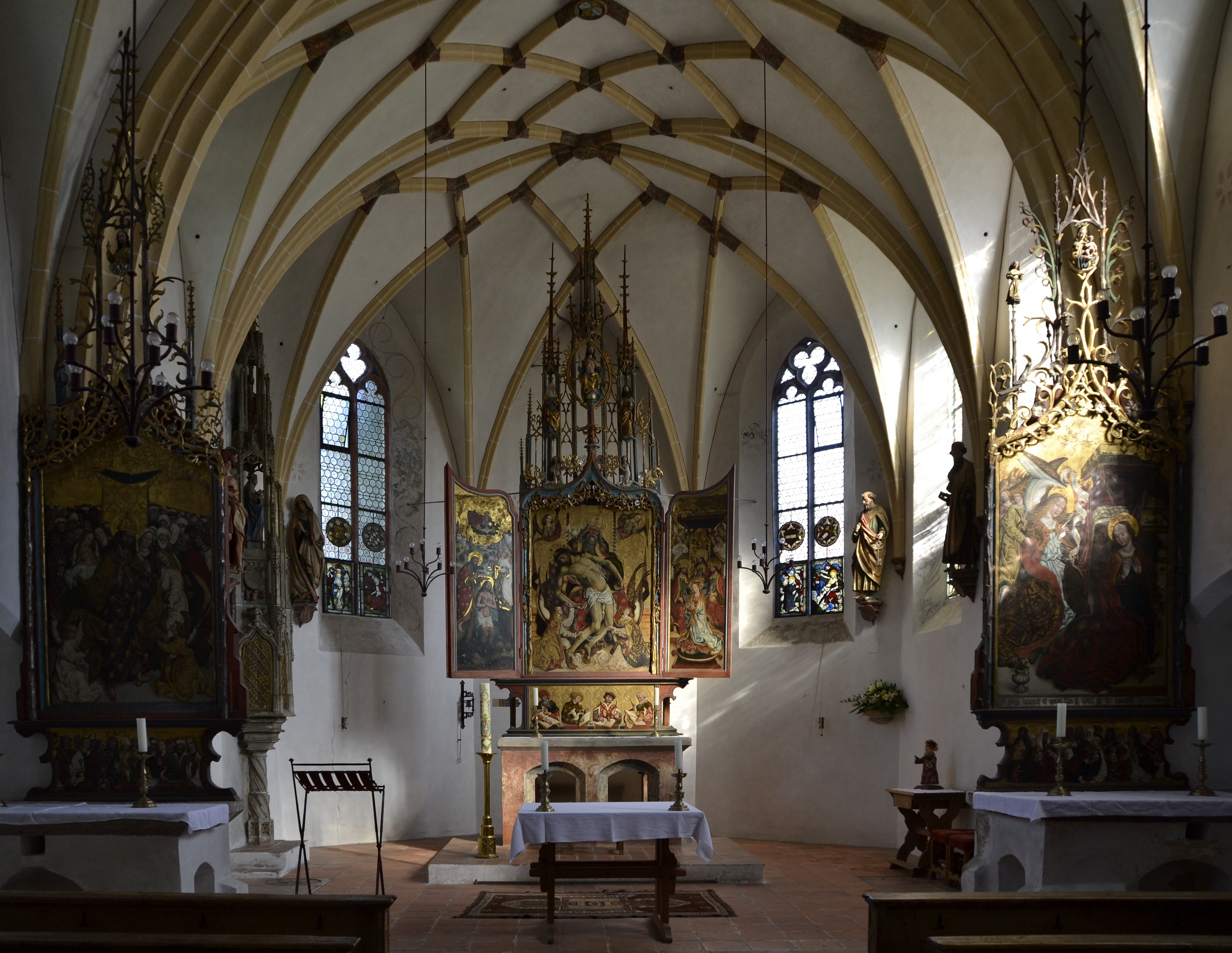
Innenansicht der isKapelle

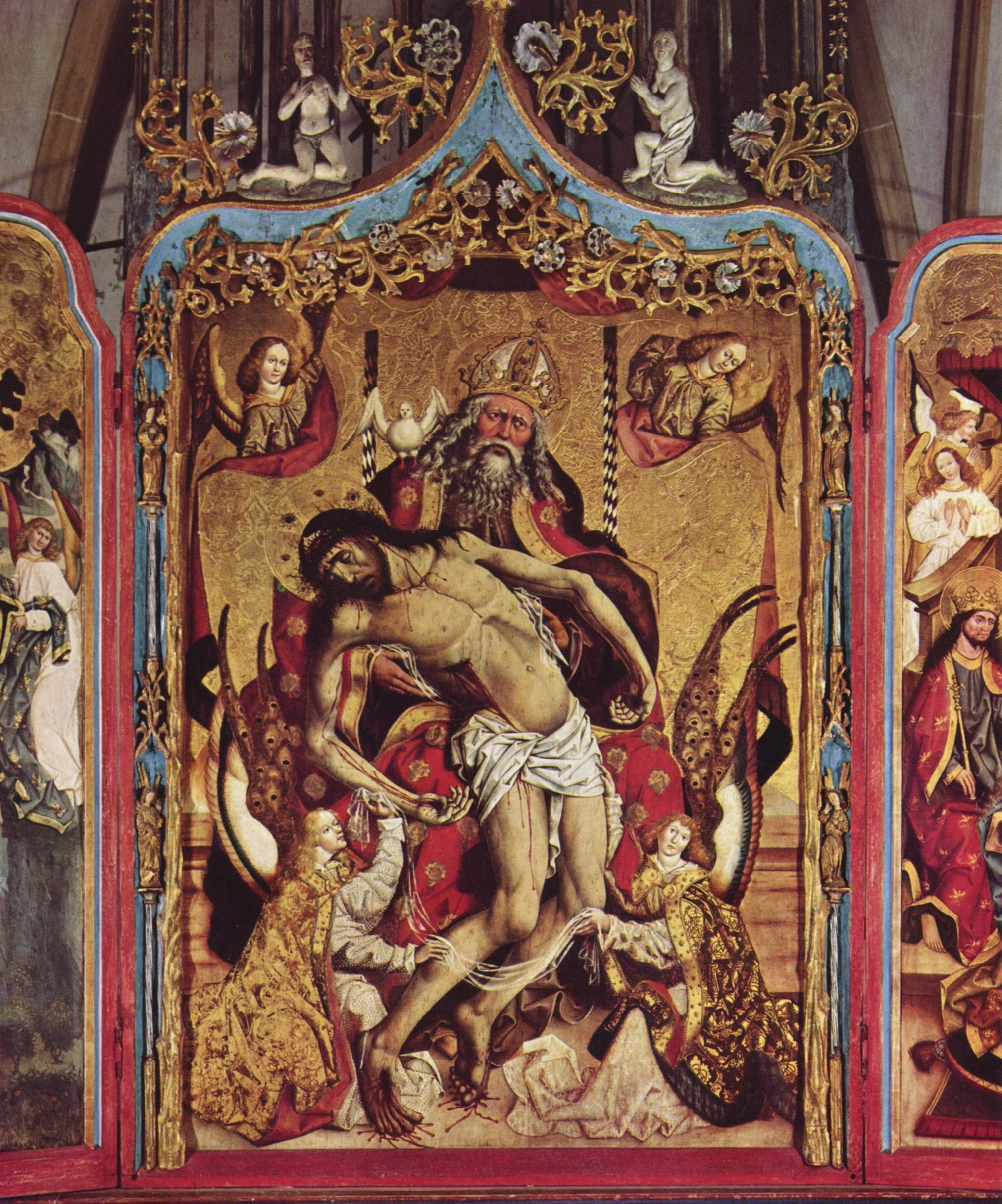
Mitteltafel des Hochaltares (Die Trinität ist dargestellt als sog. ‚Gnadenstuhl‘), 1491/92

Die gotische Schlosskapelle wurde 1488 im Bereich der Vorburg erbaut. Vorher befand sich die Burgkapelle im nordöstlichen Wehrturm. Die mittelalterliche Bausubstanz ist in seltener Geschlossenheit erhalten geblieben, sogar der Dachstuhl ist noch der ursprüngliche. Aus späterer Zeit stammt nur der barocke Dachreiter (1676) über dem Westgiebel.
Das Gotteshaus ist 19,6 m lang und 9,3 m breit. Die Strebepfeiler wurden zu flachen Mauervorlagen reduziert. Dazwischen sitzen Spitzbogenfenster mit einfachen Maßwerken. Die 15,8 m hohen Wandflächen werden außen von einem gemalten Maßwerkfries abgeschlossen, der an Landshuter Vorbilder erinnert. Eine Wappenfolge zeigt die Schilde verwandter Hochadelsfamilien. Das Satteldach ist mit Ziegeln gedeckt, der Chor nicht eingezogen. Das Portal liegt in einer gestuften Wandvorlage. In den Nischen befinden sich weitere Ahnenwappen und eine Darstellung der Heiligen Dreifaltigkeit.
Die Wandbilder unter den Fenstern wurden zum Schutz vor Umwelteinflüssen verschalt. Die Bilder zeigen u. a. Adam und Eva, die Heilige Sippe und den hl. Florian sowie den Hl. Onuphrios, den ersten Patron der Stadt München.

### Inneres
Der Innenraum wird von einem tief ansetzenden Netzgewölbe überspannt. Das kurze Presbyterium ist durch einen Chorbogen vom einschiffigen Langhaus abgesondert. Die spätgotische Ausstattung der ehemaligen Hofkirche ist nahezu vollständig erhalten. Auch die Bleiglasfenster sind noch teilweise original. 16 Medaillons zeigen Adelswappen; darunter erkennt man die Passion Christi und die Verkündigung Mariens (eine Scheibe bezeichnet 1497). Die Fenster wurden 2023 restauriert.
Der Zyklus der Apostelfiguren an den Seitenwänden entstand um 1490/95. Der ausführende Meister ist umstritten, weshalb die Statuen dem Notnamen Meister der Blutenburger Apostel zugeordnet werden. Die Dargestellten lassen sich nicht immer eindeutig identifizierten, da die Attribute teilweise vertauscht wurden oder verloren gegangen sind.
Zugehörig stehen im Chor die Figuren des Schmerzensmannes und der Muttergottes (Blutenburger Madonna) auf Wappenkonsolen, die denen der Apostel entsprechen.
Die drei Altäre gehen wohl auf Entwürfe Jan Polacks zurück. Die Gemälde auf Goldgrund dürften jedoch von vier verschiedenen Malern stammen. Der südliche Seitenaltar ist 1491 datiert.
Das Hauptbild des Hochaltars zeigt die Heilige Dreifaltigkeit im Bildtypus des Gnadenstuhls. Gott Vater trägt den Leichnam des vom Kreuz abgenommenen Jesus, der Heilige Geist ist als Taube symbolisiert. Die Flügel des einfachen Wandelaltars tragen Darstellungen der Taufe Jesu und der Krönung Mariens durch die Heilige Dreifaltigkeit. Auf den Außenseiten sieht man Herzog Sigismund vor seinem Namenspatron. Im Gesprenge steht Christus als Weltenherrscher, darunter Maria und Johannes sowie Adam und Eva. Das Gemälde der Predella zeigt die vier Evangelisten.
Die beiden Seitenaltäre haben keine Außenflügel. Auf den Altarblättern sind die Verkündigung Mariens (Südaltar) und Christus als Helfer der Welt zu erkennen. Die Predellenbilder haben die Heilige Sippe bzw. die vierzehn Nothelfer zum Thema.
Das spätgotische Ensemble wird noch durch das prächtige Sakramentshaus (Sandstein) von 1489 ergänzt. Im Baldachin stehen wieder Statuetten der Muttergottes und des Schmerzensmannes.

## Weinfest
Seit 1984 findet jährlich im Mai das „Weinfest der Südlichen Weinstraße“ im Schlossinnenhof statt.